# Голо Село
Голо Село (грч. Ακρολίμνη, Акролимни) је насељено место у општини Пела у периферији Средишња Македонија, Грчка. Према попису из 2021. године било је 940 становника.
Према бугарском географу и историчару, Василу Канчову, у Голом Селу је 1900. године живело 380 Словена хришћана и 25 Рома. Године 1924. принудно је исељено 53 мештана у Бугарску а на њихово место је насељено 143 грчких избеглица са Кавказа. На попису из 1991. године Голо Село је имало 1.192 становника, од чега су Словени били већина. Због плодности земљишта, повећања обрадивих површина исушењем Ениџевардарског језера и изградњом каналске мреже за наводњавање у селу се повећао број становника.